# 大薩瓦納市

大薩瓦納市（西班牙語：Municipio Gran Sabana），是委內瑞拉的一個市，位於該國西部玻利瓦爾州，首府設於聖埃倫娜德瓦伊倫，面積32,990平方公里，2007年人口34,095，人口密度為每平方公里1.0人。